# Baal-Eser I
Baal-Eser I ou Baleazaro (Baleazarus) (nasceu c. 973 a.C., reinou c. 946 - 930 a.C., de acordo com Flávio Josefo ) foi o filho de sucessor de Hirão, rei de Tiro. De acordo com a lista de reis de Tiro, Baal-Eser reinou entre 991 a.C. até 986 a.C.. 
Baal-Eser, filho de Hirão, sucedeu seu pai como rei de Tiro. Ele viveu quarenta e três anos, e reinou por sete anos, sendo sucedido por seu filho Abdastarto. Foi profetizado pelos hebreus na época desse rei a extinção desta cidade na idade Antiga.